# Lagunita Salada
Lagunita Salada è un comune dell'Argentina ed è situato nel dipartimento di Gastre, in provincia di Chubut.